# Meteoritenfall Waldau
Koordinaten: 48° 46′ 0″ N, 0° 38′ 0″ O
Der Meteoritenfall Waldau im Jahr 1809 ist die Bezeichnung für ein Impaktereignis in Deutschland.
In der Woche vor Pfingsten soll ein Meteorit auf einen kleinen Hügel in der Oberpfalz gefallen sein.

## Fallgeschichte
Der Münchner Mineralienhändler Jakob Frischholz bot am 11. November 1811 als Rarität einen Meteoriten „aus der Oberpfalz“ zum Verkauf an.
Im Jahr 1858 tauchte dieser Meteorit in der Mineralogischen Sammlung der Universität Zürich auf. Das Objekt ist dort bis heute erhalten, allerdings als „Meteorstein von L’Aigle in der Normandie in Frankreich“.
Gustav Adolf Kenngott, Professor der Mineralogie am eidgenössischen Polytechnicum und an der Universität Zürich in der zweiten Hälfte des 19. Jahrhunderts, klärte den offensichtlichen Widerspruch so auf:

„Die Sammlung der hiesigen Universität besitzt einen Meteorstein, welcher im Jahre 1809 bei Waldau in der Oberpfalz (Baiern) gefallen sein soll und über welchen bisher keine weiteren Nachrichten bekannt geworden sind. Im Interesse der Wissenschaft erachte ich es für zweckmässig, eine Mittheilung darüber zu machen und meine Ansicht auszusprechen, dass ich diesen Meteorstein für einen von Aigle halte, woselbst am 26. April 1803 sehr viele, 2000 bis 3000 Stücke, fielen.“

Zudem nahmen Gustav Adolf Kenngott und David Friedrich Wiser, ein bekannter Mineralien sammelnder Züricher Kaufmann und Privatgelehrter, am fraglichen Meteoriten eine Gesteinsbestimmung vor und kamen zum gleichen Ergebnis. Ihr Fazit: Er gleiche vollkommen den Meteorsteinen von L'Aigle. Das der Waldauer Meteorit jedoch wirklich ein L'Aigle ist, konnte nicht eindeutig bewiesen werden: Der ETH Zürich liegen keine geochemischen Analysen des Gesteins vor.
Für Nachforschungen wurde in den 1970er Jahren ein Stück abgetrennt. Der nunmehr 252 Gramm schwere Meteorit befindet sich in der Meteoritensammlung der Erdwissenschaftlichen Sammlungen der ETH Zürich.

### Brief des Mineralienhändlers Jakob Frischholz
Nach Ansicht von Kenngott verriet ein Brief vom 11. November 1811 die betrügerischen Absichten des Mineralienhändlers Jakob Frischholz:

„Wohlgeborner Herr Legationsrath!
Auf meiner in diesem Frühjahr gemachten Reise übersendete mir der Förster Schiller von Leuchtenberg (der aber gar kein Kenner war und vor 14 Tagen starb, aber fleissig sammelte) einige auf den dortigen Feldern gefundene Münzen, Metalle, Gebirgsarten u.s.w. und meldete mir, dass ich doch zu ihm kommen möchte, da ich nur mehr 14 Stunden entfernt wäre, er habe schöne Stufen u.s.w. Ich kam zu ihm, und er erzählte mir von einem Hirten, der wirklich Blitze (Donnerkeile)gefunden, welche Bäume gespalten hätten. Ich suchte den Hirten auf und er zeigte mir die Donnerkeile, welche reine Bergkrystalle waren, die man in den dortigen Ganggraniten nicht selten, selten aber so rein findet. Er zeigte mir unter anderen diesen Aerolithen, der in der Woche vor Pfingsten (des Tages konnte er sich nicht erinnern) 1809 zwischen Kaimling und Waldau wie ein Blitz bei stürmischem Wirbelwinde durch einen Wald schief auf einen kleinen Berg oder Hügel hinfiel. Im Walde habe es stark gerochen, welcher Geruch aber von dem des Schwefels stark verschieden war (er war mehr knoblauchartig). Das Vieh sei aus dem Walde gelaufen. Es sah gerade als ein Sternputzer aus (wie sich die Leute ausdrücken) der zur Nacht fällt. Auf dem Hügel sah er einen Rauch oder Staub. Es war Morgens um etwa 9 Uhr. Er ging auf den Hügel hin, fand da den Rasen aufgestreift, wühlte mit seinem Stocke nach und fand keinen Donnerkeil, wohl aber nach etwa 5 Schuhen, nicht in der Tiefe, sondern ganz schief in der Dammerde diesen Stein. Eine weitere Spur eines Loches fand er nicht.
Wegen seiner Schwere hielt er den Stein für Silber und machte sich die Idee, Silber finde man nicht in den Bergen, sondern es falle aus der Luft, desswegen sei es so rar. Ich beging den Fehler und bot ihm ein Trinkgeld. Nun gab er mir den Stein gar nicht, trug ihn zu einem Silberarbeiter, der ihn anfeilte und darin Silbererz zu entdecken glaubte. Mein Bruder erhandelte erst vor 3 Monaten den Stein vom Hirten, da er ihm soviel bot, als der Hirte Silber daraus zu erhalten glaubte. Er versicherte, er habe vor etlichen Jahren eine ähnliche Erscheinung gesehen, aber nicht darauf geachtet. Ich sah mich wohl auf dem Platze um,fand aber leider kein grosses Stück, welches mir erwünscht gewesen wäre. Es ist auf meine Ehre der einzige, den ich erhalten konnte. Von seinen Donnerkeilen erzählte er mir viel lächerliches Zeug. Komme ich künftiges Jahr wieder dahin, so werde ich nähere Notiz einholen, Ihnen auch den Hügel und Namen des Hirten u.s.w. schreiben. Ich hatte selbst schon mehrere Aerolithen, z. B. von Eichstädt, Schlesien u.s.w., keiner aber glich diesem. Er wiegt 22 ½ Loth und gehört dieser nicht gemeinen Grösse wegen schon und weil er kein Bruchstück eines grössern, sondern ein ganzes Individuum ist, endlich deswegen unter die Seltenheiten, weil er, nicht wie die gewöhnlichen Luftsteine, rund oder rundlich, d. i. von mehr oder weniger Kugelform, sondern seltsam genug ausgezeichnet stumpfeckig und stumpfkantig gebildet ist. Ferner ist es der einzige, den ich bekommen konnte. Professor Graf in Amberg bot mir, weil er noch keinen hat, 8 Dukaten. Ich sagte, ich verkaufe ihn nicht. Ich bestimmte ihn für die hiesige Akademie der Wissenschaften. Diese darf aber jetzt gar nichts kaufen, und lange will ich ihn auch nicht aufheben. Ich kann alle Monate das Geld umkehren. Ein fremder Reisender gäbe sicher 100 Gulden dafür. Ich glaube bei obigen Vorzügen von anderen wäre er um 50 Gulden nicht theuer. Bei Euer Wohlgeboren will ich etwas nicht ansehen, weil ich öfters Geschäfte mit Ihnen zu machen hoffe.“